# Münnich Motorsport
La Münnich Motorsport è una scuderia automobilistica tedesca con sede a Friedersdorf, fondata dall'imprenditore René Münnich. Fin dalla sua nascita è sponsorizzata dal sito web All-Inkl.com, di proprietà di Münnich. Attualmente compete nel campionato del mondo rallycross e nel campionato europeo rallycross.

## Storia

### Campionato del mondo turismo

#### SEAT León WTCC
Il 19 gennaio 2013 la scuderia ha annunciato di aver preparato tre SEAT León con specifiche TC2 per partecipare al WTCC. Alla guida delle tre vetture sono stati ingaggiati Marc Basseng e Markus Winkelhock (già piloti della squadra nel campionato mondiale FIA GT1 l'anno precedente), oltre a René Münnich, proprietario della scuderia. Il 27 febbraio successivo, tuttavia, in seguito al ritiro della Chevrolet dal campionato, è stato annunciato l'ingaggio di Robert Huff, campione WTCC in carica, al posto di Winkelhock. La scuderia ha ottenuto la sua prima vittoria nel WTCC il 5 maggio successivo nella gara d'Ungheria, grazie al primo posto ottenuto in gara-2 da Huff. Il pilota inglese ha inoltre ottenuto una seconda vittoria il 17 novembre all'ultima gara stagionale, a Macao. Huff si è classificato quarto in classifica generale, con 215 punti (due vittorie e un giro veloce). Basseng si è invece classificato tredicesimo con 57 punti, mentre Münnich non ha ottenuto punti e di conseguenza non si è classificato. La scuderia si è invece classificata terza con 150 punti nella classifica scuderie private, dietro a RML e Bamboo Engineering. A fine stagione Huff è stato ingaggiato dalla Lada, motivando la sua scelta con la necessità di guidare per un costruttore ufficiale e lasciando così la scuderia.

#### Chevrolet RML Cruze TC1
Per la stagione 2014, in seguito all'introduzione delle nuove specifiche TC1 dal WTCC, la scuderia ha acquistato due Chevrolet Cruze con le nuove specifiche preparate dalla RML. Insieme a Münnich è stato ingaggiato Gianni Morbidelli. Il 4 maggio successivo Morbidelli ha ottenuto la terza vittoria nel WTCC. Il pilota italiano sarà l'unico pilota privato insieme a Tom Chilton vincere una gara nel corso dell'anno. A fine stagione Morbidelli si è classificato nono con 109 punti, mentre Münnich si è classificato diciannovesimo con 3 punti. La scuderia, invece, nonostante il miglioramento di punti rispetto all'anno precedente (156), si è classificata quarta tra le scuderie private, dietro a ROAL Motorsport, Zengő Motorsport e Campos Racing.
Per la 2015 Münnich ha scelto di concentrarsi sul campionato del mondo rallycross e ha deciso di ridurre il programma della sua scuderia ad una sola vettura. Alla guida dell'unica Cruze iscritta al campionato è stato ingaggiato Stefano D'Aste. Alla gara di Germania è stata tuttavia iscritta anche la seconda Chevrolet, affidata alla pilota locale Sabine Schmitz. A fine stagione Stefano D'Aste si è classificato quattordicesimo in generale con 28 punti e quinto nel Trofeo Yokohama riservato ai piloti privati con 90 punti, mentre la Schmitz si è classificata rispettivamente ventitreesima con 1 punto e decima con 9 punti. Nel Trofeo Yokohama riservato alle scuderie private la Münnich si è classificata quinta con 92 punti.
Nel 2016 è stato confermato il programma ad una sola vettura, alla guida della quale ha fatto ritorno Münnich. Poco dopo l'inizio della stagione, tuttavia, il pilota tedesco ha scelto di concentrarsi sui suoi impegni nel rallycross e al suo posto è stato ingaggiato James Thompson; per la gara di Germania, inoltre, è stata ingaggiata come nella stagione precedente Sabine Schmitz. Nel corso della stagione, tuttavia, non si sono registrati risultati di rilievo e i migliori piazzamenti sono stati due sesti posti ottenuti da Thompson in Marocco e Russia. Al termine dell'anno il miglior classificato è stato Thompson, che ha chiuso 14°, mentre la scuderia si è classificata terza tra i privati.

#### Citroën C-Elysée WTCC
Il 20 gennaio 2017 la scuderia ha annunciato l'acquisto di una Citroën C-Elysée e l'ingaggio come pilota di Robert Huff, in uscita dalla Honda. Per Huff si tratta di un ritorno nel team tedesco, dal momento che aveva già corso per la Münnich nel 2013. Partito come uno dei favoriti per la conquista del titolo, il pilota britannico ha però ottenuto solo una vittoria a Macao e altri sei podi (quattro terzi posti e due secondi posti) in Italia, Ungheria, Germania e Qatar. Al termine della stagione l'ex campione del mondo si è classificato al settimo posto assoluto con 215 punti, mentre la scuderia si è classificata al secondo posto tra i privati.

### Coppa del mondo turismo
Nel 2018 il WTCC ha abbandonato le specifiche TC1 per passare alle più economiche specifiche TCR e si è fuso con le TCR International Series, andando a formare la coppa del mondo turismo. Il regolamento di questo campionato non prevedeva la presenza in maniera ufficiale dei costruttori, che potevano comunque fornire il proprio supporto ai team privati. Per questo motivo la scuderia tedesca ha firmato un accordo con la Honda e ha acquistato tre nuove Civic Type R TCR. La relazione con Honda ha permesso al team di ingaggiare Esteban Guerrieri, pilota ufficiale del costruttore nipponico. Sulla seconda vettura è stato invece ingaggiato Yann Ehrlacher, mentre sulla terza è stato ingaggiato come pilota part-time James Thompson, poi sostituito da Timo Scheider al termine della fase europea. Nel nuovo campionato la scuderia ha ottenuto fin da subito importanti successi portando a casa un totale di quattro vittorie (due a testa per Guerrieri ed Ehrlacher). L'argentino è stato il migliore della squadra, classificandosi al terzo posto finale, mentre il francese si è classificato decimo. La scuderia ha invece ottenuto il terzo posto assoluto.

## Risultati

### Campionato FIA GT
| Anno | Vettura                     | Pilota               | 1       | 2       | 3       | 4       | 5      | 6       | 7       | 8     | 9       | 10      | PP  | Punti | PS  | Punti |
| ---- | --------------------------- | -------------------- | ------- | ------- | ------- | ------- | ------ | ------- | ------- | ----- | ------- | ------- | --- | ----- | --- | ----- |
| 2006 | Lamborghini Murciélago R-GT | Christophe Bouchut   | SIL 4   | BRN 6   | OSC 19  | SPA 29  | PRI    | DIG 8   | MUG Rit | HUN 8 | ADR Rit | DUB     | 23° | 13,5  | 10° | 2     |
| 2006 | Lamborghini Murciélago R-GT | Benjamin Leuenberger | SIL Rit | BRN     | OSC     | SPA     | PRI    | DIG 8   | MUG Rit | HUN   | ADR     | DUB     | 41° | 1     | 10° | 2     |
| 2006 | Lamborghini Murciélago R-GT | Peter Kox            | SIL     | BRN 6   | OSC     | SPA 4   | PRI    | DIG     | MUG     | HUN 8 | ADR Rit | DUB Rit | 26° | 12    | 10° | 2     |
| 2007 | Lamborghini Murciélago R-GT | Christophe Bouchut   | ZHU 1   | SIL     | BUC 2   | MON Rit | OSC SQ | SPA Rit | ADR 9   | BRN 6 | NOG 19  | ZOL 21  | 16° | 21    | 7°  | 25    |
| 2007 | Lamborghini Murciélago R-GT | Stefan Mücke         | ZHU 1   | SIL 9   | BUC 2   | MON Rit | OSC SQ | SPA Rit | ADR 9   | BRN 6 | NOG 19  | ZOL     | 16° | 21    | 7°  | 25    |
| 2007 | Lamborghini Murciélago R-GT | Marc Basseng         | ZHU Rit | SIL 9   | BUC     | MON     | OSC    | SPA     | ADR     | BRN   | NOG     | ZOL 19  | NC  | 0     | 7°  | 25    |
| 2007 | Lamborghini Murciélago R-GT | Frank Stippler       | ZHU     | SIL     | BUC     | MON     | OSC    | SPA Rit | ADR     | BRN   | NOG     | ZOL     | NC  | 0     | 7°  | 25    |
| 2007 | Lamborghini Murciélago R-GT | Marc Duez            | ZHU     | SIL     | BUC     | MON     | OSC    | SPA 10  | ADR     | BRN   | NOG     | ZOL 21  | NC  | 0     | 7°  | 25    |
| 2007 | Lamborghini Murciélago R-GT | Jos Menten           | ZHU 12  | SIL Rit | BUC Rit | MON 10  | OSC 5  | SPA Rit | ADR 6   | BRN 8 | NOG     | ZOL 6   | 23° | 11    | 7°  | 25    |
| 2007 | Lamborghini Murciélago R-GT | Peter Kox            | ZHU 12  | SIL Rit | BUC Rit | MON 10  | OSC 5  | SPA Rit | ADR 6   | BRN 8 | NOG     | ZOL 6   | 23° | 11    | 7°  | 25    |

### Campionato del mondo FIA GT1
| Anno | Vettura                     | Pilota             | 1          | 2          | 3          | 4          | 5         | 6         | 7         | 8          | 9          | 10         | 11        | 12         | 13         | 14         | 15         | 16         | 17        | 18         | 19        | 20         | PP  | Punti | PS | Punti |
| ---- | --------------------------- | ------------------ | ---------- | ---------- | ---------- | ---------- | --------- | --------- | --------- | ---------- | ---------- | ---------- | --------- | ---------- | ---------- | ---------- | ---------- | ---------- | --------- | ---------- | --------- | ---------- | --- | ----- | -- | ----- |
| 2010 | Lamborghini Murciélago R-SV | Marc Basseng       | EAU GQ Rit | EAU GC 17  | GBR GQ 17  | GBR GC Rit | CEC GQ 14 | CEC GC 13 | FRA GQ 16 | FRA GC 17  | BEL GQ 15  | BEL GC Rit | GER GQ NP | GER GC 19  | POR GQ Rit | POR GC 17  | SPA GQ 8   | SPA GC Rit | BRA GQ NP | BRA GC NP  | ARG GQ 14 | ARG GC 6   | 39° | 8     | 9° | 28    |
| 2010 | Lamborghini Murciélago R-SV | Thomas Jäger       | EAU GQ Rit | EAU GC 17  | GBR GQ     | GBR GC     | CEC GQ 14 | CEC GC 13 | FRA GQ    | FRA GC     | BEL GQ     | BEL GC     | GER GQ NP | GER GC 19  | POR GQ     | POR GC     | SPA GQ     | SPA GC     | BRA GQ    | BRA GC     | ARG GQ    | ARG GC     | 54° | 0     | 9° | 28    |
| 2010 | Lamborghini Murciélago R-SV | Christophe Bouchut | EAU GQ     | EAU GC     | GBR GQ 17  | GBR GC Rit | CEC GQ    | CEC GC    | FRA GQ 16 | FRA GC 17  | BEL GQ 15  | BEL GC Rit | GER GQ    | GER GC     | POR GQ Rit | POR GC 17  | SPA GQ 8   | SPA GC Rit | BRA GQ NP | BRA GC NP  | ARG GQ    | ARG GC     | 50° | 0     | 9° | 28    |
| 2010 | Lamborghini Murciélago R-SV | Ricardo Risatti    | EAU GQ     | EAU GC     | GBR GQ     | GBR GC     | CEC GQ    | CEC GC    | FRA GQ    | FRA GC     | BEL GQ     | BEL GC     | GER GQ    | GER GC     | POR GQ     | POR GC     | SPA GQ     | SPA GC     | BRA GQ    | BRA GC     | ARG GQ 14 | ARG GC 6   | 39° | 8     | 9° | 28    |
| 2010 | Lamborghini Murciélago R-SV | Dominik Schwager   | EAU GQ Rit | EAU GC Rit | GBR GQ 20  | GBR GC 12  | CEC GQ 4  | CEC GC 7  | FRA GQ 15 | FRA GC 12  | BEL GQ 5   | BEL GC 9   | GER GQ 11 | GER GC Rit | POR GQ 8   | POR GC Rit | SPA GQ Rit | SPA GC 9   | BRA GQ 5  | BRA GC 7   | ARG GQ 9  | ARG GC 11  | 32° | 16    | 9° | 28    |
| 2010 | Lamborghini Murciélago R-SV | Nicky Pastorelli   | EAU GQ Rit | EAU GC Rit | GBR GQ 20  | GBR GC 12  | CEC GQ 4  | CEC GC 7  | FRA GQ 15 | FRA GC 12  | BEL GQ 5   | BEL GC 9   | GER GQ 11 | GER GC Rit | POR GQ 8   | POR GC Rit | SPA GQ Rit | SPA GC 9   | BRA GQ 5  | BRA GC 7   | ARG GQ 9  | ARG GC 11  | 32° | 16    | 9° | 28    |
| 2011 | Lamborghini Murciélago R-SV | Marc Basseng       | EAU GQ 6   | EAU GC 3   | BEL GQ 1   | BEL GC 1   | POR GQ 7  | POR GC 6  | GER GQ 9  | GER GC Rit | GBR GQ Rit | GBR GC 5   | SPA GQ 1  | SPA GC 2   | FRA GQ 7   | FRA GC 8   | CIN GQ NP  | CIN GC 8   | PEC GQ 12 | PEC GC Rit | ARG GQ 6  | ARG GC Rit | 5°  | 102   | 4° | 190   |
| 2011 | Lamborghini Murciélago R-SV | Markus Winkelhock  | EAU GQ 6   | EAU GC 3   | BEL GQ 1   | BEL GC 1   | POR GQ 7  | POR GC 6  | GER GQ 9  | GER GC Rit | GBR GQ Rit | GBR GC 5   | SPA GQ 1  | SPA GC 2   | FRA GQ 7   | FRA GC 8   | CIN GQ NP  | CIN GC 8   | PEC GQ 12 | PEC GC Rit | ARG GQ 6  | ARG GC Rit | 5°  | 102   | 4° | 190   |
| 2011 | Lamborghini Murciélago R-SV | Dominik Schwager   | EAU GQ Rit | EAU GC 11  | BEL GQ Rit | BEL GC Rit | POR GQ 5  | POR GC 4  | GER GQ 7  | GER GC 2   | GBR GQ 6   | GBR GC 10  | SPA GQ 2  | SPA GC 1   | FRA GQ Rit | FRA GC 9   | CIN GQ 6   | CIN GC 6   | PEC GQ 9  | PEC GC Rit | ARG GQ 3  | ARG GC Rit | 8°  | 80    | 4° | 190   |
| 2011 | Lamborghini Murciélago R-SV | Nicky Pastorelli   | EAU GQ Rit | EAU GC 11  | BEL GQ Rit | BEL GC Rit | POR GQ 5  | POR GC 4  | GER GQ 7  | GER GC 2   | GBR GQ 6   | GBR GC 10  | SPA GQ 2  | SPA GC 1   | FRA GQ Rit | FRA GC 9   | CIN GQ 6   | CIN GC 6   | PEC GQ 9  | PEC GC Rit | ARG GQ 3  | ARG GC Rit | 8°  | 80    | 4° | 190   |
| 2012 | Mercedes-Benz SLS AMG GT3   | Marc Basseng       | FRA GQ 6   | FRA GC 3   | BEL GQ 6   | BEL GC 9   | SPA GQ 5  | SPA GC 2  | SVC GQ 4  | SVC GC 3   | POR GQ 1   | POR GC 2   | SVC GQ 3  | SVC GC 2   | RUS GQ 2   | RUS GC 5   | GER GQ 3   | GER GC 2   | GBR GQ 5  | GBR GC NP  |           |            | 1°  | 145   | 1° | 245   |
| 2012 | Mercedes-Benz SLS AMG GT3   | Markus Winkelhock  | FRA GQ 6   | FRA GC 3   | BEL GQ 6   | BEL GC 9   | SPA GQ 5  | SPA GC 2  | SVC GQ 4  | SVC GC 3   | POR GQ 1   | POR GC 2   | SVC GQ 3  | SVC GC 2   | RUS GQ 2   | RUS GC 5   | GER GQ 3   | GER GC 2   | GBR GQ 5  | GBR GC NP  |           |            | 1°  | 145   | 1° | 245   |
| 2012 | Mercedes-Benz SLS AMG GT3   | Thomas Jäger       | FRA GQ 7   | FRA GC 4   | BEL GQ 2   | BEL GC 4   | SPA GQ 6  | SPA GC 3  | SVC GQ 8  | SVC GC 10  | POR GQ 6   | POR GC 1   | SVC GQ 4  | SVC GC 8   | RUS GQ 5   | RUS GC 8   | GER GQ 6   | GER GC 8   | GBR GQ 6  | GBR GC 6   |           |            | 6°  | 100   | 1° | 245   |
| 2012 | Mercedes-Benz SLS AMG GT3   | Nicky Pastorelli   | FRA GQ 7   | FRA GC 4   | BEL GQ 2   | BEL GC 4   | SPA GQ 6  | SPA GC 3  | SVC GQ 8  | SVC GC 10  | POR GQ 6   | POR GC 1   | SVC GQ 4  | SVC GC 8   | RUS GQ 5   | RUS GC 8   | GER GQ 6   | GER GC 8   | GBR GQ 6  | GBR GC 6   |           |            | 6°  | 100   | 1° | 245   |

### Campionato del mondo turismo
| Anno | Vettura                 | Pilota            | 1         | 2         | 3        | 4         | 5        | 6        | 7         | 8         | 9         | 10       | 11       | 12        | 13        | 14        | 15       | 16        | 17        | 18        | 19        | 20        | 21       | 22       | 23       | 24        | PP  | Punti | PS | Punti |
| ---- | ----------------------- | ----------------- | --------- | --------- | -------- | --------- | -------- | -------- | --------- | --------- | --------- | -------- | -------- | --------- | --------- | --------- | -------- | --------- | --------- | --------- | --------- | --------- | -------- | -------- | -------- | --------- | --- | ----- | -- | ----- |
| 2013 | SEAT León WTCC          | Robert Huff       | ITA 1 6   | ITA 2 10  | MAR 1 5  | MAR 2 Rit | SLV 1 17 | SLV 2 4  | UNG 1 4   | UNG 2 1   | AUT 1 8   | AUT 2 9  | RUS 1 4  | RUS 2 3   | POR 1 5   | POR 2     | ARG 1 8  | ARG 2 Rit | USA 1 8   | USA 2 20† | GPN 1 7   | GPN 2 8   | CIN 1 6  | CIN 2 4  | MAC 1 3  | MAC 2 1   | 4°  | 215   | 3° | 150   |
| 2013 | SEAT León WTCC          | Marc Basseng      | ITA 1 14  | ITA 2 4   | MAR 1 7  | MAR 2 5   | SLV 1 16 | SLV 2 15 | UNG 1 11  | UNG 2 17  | AUT 1 Rit | AUT 2 11 | RUS 1 18 | RUS 2 13  | POR 1 10  | POR 2 5   | ARG 1 12 | ARG 2 Rit | USA 1 9   | USA 2 9   | GPN 1 9   | GPN 2 17  | CIN 1 15 | CIN 2 18 | MAC 1 7  | MAC 2 7   | 13° | 57    | 3° | 150   |
| 2013 | SEAT León WTCC          | René Münnich      | ITA 1 16  | ITA 2 21  | MAR 1 15 | MAR 2 Rit | SLV 1 21 | SLV 2 19 | UNG 1 18  | UNG 2 21  | AUT 1 17  | AUT 2 18 | RUS 1 16 | RUS 2 19† | POR 1 Rit | POR 2 Rit | ARG 1 18 | ARG 2 17  | USA 1 22  | USA 2 19  | GPN 1 16  | GPN 2 14  | CIN 1 18 | CIN 2 22 | MAC 1 16 | MAC 2 Rit | NC  | 0     | 3° | 150   |
| 2014 | Chevrolet RML Cruze TC1 | Gianni Morbidelli | MAR 1 15  | MAR 2 6   | FRA 1 11 | FRA 2 9   | UNG 1 9  | UNG 2 1  | SLV 1 6   | SLV 2 C   | AUT 1 10  | AUT 2 6  | RUS 1 12 | RUS 2 8   | BEL 1 4   | BEL 2 6   | ARG 1 12 | ARG 2 13  | PEC 1 4   | PEC 2 7   | CIN 1 11  | CIN 2 13  | GPN 1 10 | GPN 2 8  | MAC 1 10 | MAC 2 Rit | 9°  | 109   | 4° | 156   |
| 2014 | Chevrolet RML Cruze TC1 | René Münnich      | MAR 1 Rit | MAR 2 Rit | FRA 1 12 | FRA 2 12  | UNG 1 18 | UNG 2 13 | SLV 1 13  | SLV 2 C   | AUT 1 11  | AUT 2 9  | RUS 1 13 | RUS 2 10  | BEL 1 15  | BEL 2 14  | ARG 1 13 | ARG 2 12  | PEC 1 Rit | PEC 2 NP  | CIN 1 17† | CIN 2 Rit | GPN 1 NC | GPN 2 16 | MAC 1 15 | MAC 2 11  | 19° | 3     | 4° | 156   |
| 2015 | Chevrolet RML Cruze TC1 | Stefano D'Aste    | ARG 1 9   | ARG 2 Rit | MAR 1 9  | MAR 2 6   | UNG 1 14 | UNG 2 12 | GER 1 8   | GER 2 Rit | RUS 1 16  | RUS 2 14 | SLV 1 11 | SLV 2 12  | FRA 1 14  | FRA 2 15† | POR 1 13 | POR 2 Rit | GPN 1 14  | GPN 2 9   | CIN 1 9   | CIN 2 13† | THA 1 8  | THA 2 8  | QAT 1 17 | QAT 2 Rit | 14° | 28    | 5° | 92    |
| 2015 | Chevrolet RML Cruze TC1 | Sabine Schmitz    | ARG 1     | ARG 2     | MAR 1    | MAR 2     | UNG 1    | UNG 2    | GER 1 10  | GER 2 11  | RUS 1     | RUS 2    | SLV 1    | SLV 2     | FRA 1     | FRA 2     | POR 1    | POR 2     | GPN 1     | GPN 2     | CIN 1     | CIN 2     | THA 1    | THA 2    | QAT 1    | QAT 2     | 23° | 1     | 5° | 92    |
| 2016 | Chevrolet RML Cruze TC1 | René Münnich      | FRA 1 14  | FRA 2 Rit | SLV 1    | SLV 2     | UNG 1 9  | UNG 2 14 | MAR 1     | MAR 2     | GER 1     | GER 2    | RUS 1    | RUS 2     | POR 1     | POR 2     | ARG 1    | ARG 2     | GPN 1     | GPN 2     | CIN 1     | CIN 2     | QAT 1    | QAT 2    |          |           | 20° | 2     | 3° | 119   |
| 2016 | Chevrolet RML Cruze TC1 | James Thompson    | FRA 1     | FRA 2     | SLV 1 16 | SLV 2 11  | UNG 1    | UNG 2    | MAR 1 Rit | MAR 2 6   | GER 1     | GER 2    | RUS 1 8  | RUS 2 6   | POR 1 11  | POR 2 11  | ARG 1 9  | ARG 2 11  | GPN 1 13  | GPN 2 12  | CIN 1 12  | CIN 2 14  | QAT 1 10 | QAT 2 10 |          |           | 14° | 26    | 3° | 119   |
| 2016 | Chevrolet RML Cruze TC1 | Sabine Schmitz    | FRA 1     | FRA 2     | SLV 1    | SLV 2     | UNG 1    | UNG 2    | MAR 1     | MAR 2     | GER 1 10  | GER 2 11 | RUS 1    | RUS 2     | POR 1     | POR 2     | ARG 1    | ARG 2     | GPN 1     | GPN 2     | CIN 1     | CIN 2     | QAT 1    | QAT 2    |          |           | 22° | 1     | 3° | 119   |
| 2017 | Citroën C-Elysée WTCC   | Robert Huff       | MAR 1 Rit | MAR 2 9   | ITA 1 2  | ITA 2 3   | UNG 1 3  | UNG 2 10 | GER 1 3   | GER 2 3   | POR 1 6   | POR 2 5  | ARG 1 7  | ARG 2 9   | CIN 1 Rit | CIN 2 12† | GPN 1 8  | GPN 2 11  | MAC 1 7   | MAC 2 1   | QAT 1 7   | QAT 2     |          |          |          |           | 7°  | 215   | 2° | 128   |

### Coppa del mondo turismo
| Anno | Vettura                | Pilota            | 1         | 2        | 3         | 4        | 5         | 6         | 7         | 8        | 9         | 10        | 11        | 12        | 13        | 14        | 15        | 16        | 17       | 18        | 19       | 20        | 21        | 22        | 23        | 24        | 25        | 26        | 27        | 28       | 29      | 30        | PP  | Punti | PS | Punti |
| ---- | ---------------------- | ----------------- | --------- | -------- | --------- | -------- | --------- | --------- | --------- | -------- | --------- | --------- | --------- | --------- | --------- | --------- | --------- | --------- | -------- | --------- | -------- | --------- | --------- | --------- | --------- | --------- | --------- | --------- | --------- | -------- | ------- | --------- | --- | ----- | -- | ----- |
| 2018 | Honda Civic Type R TCR | Esteban Guerrieri | MAR 1 6   | MAR 2 8  | MAR 3 14  | UNG 1 2  | UNG 2 5   | UNG 3 22  | GER 1 Rit | GER 2 1  | GER 3 8   | OLA 1 6   | OLA 2 7   | OLA 3 4   | POR 1 2   | POR 2 Rit | POR 3 13  | SVC 1 Rit | SVC 2 8  | SVC 3 Rit | NIN 1 2  | NIN 2 3   | NIN 3 Rit | WUH 1 7   | WUH 2 13  | WUH 3 4   | GPN 1 4   | GPN 2 Rit | GPN 3 19  | MAC 1 6  | MAC 2 5 | MAC 3 1   | 3°  | 267   | 3° | 481   |
| 2018 | Honda Civic Type R TCR | Yann Ehrlacher    | MAR 1 7   | MAR 2 4  | MAR 3 4   | UNG 1    | UNG 2 Rit | UNG 3 4   | GER 1 19  | GER 2 6  | GER 3 Rit | OLA 1     | OLA 2     | OLA 3 6   | POR 1 Rit | POR 2 7   | POR 3 7   | SVC 1 6   | SVC 2 9  | SVC 3 14† | NIN 1 8  | NIN 2 18† | NIN 3 19  | WUH 1 18  | WUH 2 15  | WUH 3 12  | GPN 1 Rit | GPN 2 9   | GPN 3 Rit | MAC 1 14 | MAC 2 6 | MAC 3 5   | 10° | 204   | 3° | 481   |
| 2018 | Honda Civic Type R TCR | James Thompson    | MAR 1 14  | MAR 2 6  | MAR 3 8   | UNG 1 12 | UNG 2 Rit | UNG 3 7   | GER 1 22  | GER 2 SQ | GER 3 19  | OLA 1 12  | OLA 2 3   | OLA 3 9   | POR 1 Rit | POR 2 NP  | POR 3 NP  | SVC 1 NP  | SVC 2 NP | SVC 3 NP  | NIN 1    | NIN 2     | NIN 3     | WUH 1     | WUH 2     | WUH 3     | GPN 1     | GPN 2     | GPN 3     | MAC 1    | MAC 2   | MAC 3     | 21° | 36    | 3° | 481   |
| 2018 | Honda Civic Type R TCR | Timo Scheider     | MAR 1     | MAR 2    | MAR 3     | UNG 1    | UNG 2     | UNG 3     | GER 1     | GER 2    | GER 3     | OLA 1     | OLA 2     | OLA 3     | POR 1     | POR 2     | POR 3     | SVC 1     | SVC 2    | SVC 3     | NIN 1 11 | NIN 2 19† | NIN 3 11  | WUH 1 19† | WUH 2 Rit | WUH 3 Rit | GPN 1 19  | GPN 2 16  | GPN 3 13  | MAC 1 8  | MAC 2   | MAC 3 Rit | 22° | 24    | 3° | 481   |
| 2019 | Honda Civic Type R TCR | Esteban Guerrieri | MAR 1     | MAR 2 4  | MAR 3 4   | UNG 1 3  | UNG 2 5   | UNG 3 Rit | SVC 1 15  | SVC 2    | SVC 3 6   | OLA 1 11  | OLA 2 1   | OLA 3 8   | GER 1 2   | GER 2 6   | GER 3     | POR 1 24  | POR 2 3  | POR 3 Rit | CIN 1 19 | CIN 2 Rit | CIN 3 Rit | GPN 1     | GPN 2 8   | GPN 3 2   | MAC 1 24  | MAC 2 4   | MAC 3 10  | MAL 1 4  | MAL 2 1 | MAL 3 22  | 2°  | 349   | 3° | 574   |
| 2019 | Honda Civic Type R TCR | Néstor Girolami   | MAR 1 3   | MAR 2 10 | MAR 3 6   | UNG 1    | UNG 2 1   | UNG 3 6   | SVC 1 Rit | SVC 2 1  | SVC 3 24  | OLA 1 14  | OLA 2 10  | OLA 3 14  | GER 1 3   | GER 2 24  | GER 3 18  | POR 1 11  | POR 2 9  | POR 3 7   | CIN 1 15 | CIN 2 Rit | CIN 3 8   | GPN 1 18  | GPN 2 11  | GPN 3 14  | MAC 1 14  | MAC 2 19  | MAC 3 17  | MAL 1 22 | MAL 2 4 | MAL 3 5   | 7°  | 225   | 3° | 574   |
| 2020 | Honda Civic Type R TCR | Esteban Guerrieri | BEL 1 Rit | BEL 2 13 | GER 1     | GER 2 5  | SVC 1 4   | SVC 2 3   | SVC 3 7   | UNG 1    | UNG 2 7   | UNG 3 1   | SPA 1 13  | SPA 2 10  | SPA 3 9   | ARA 1     | ARA 2 Rit | ARA 3 18  |          |           |          |           |           |           |           |           |           |           |           |          |         |           | 4°  | 188   | 2° | 325   |
| 2020 | Honda Civic Type R TCR | Néstor Girolami   | BEL 1     | BEL 2 5  | GER 1 6   | GER 2 11 | SVC 1 5   | SVC 2 18† | SVC 3 NP  | UNG 1 3  | UNG 2 Rit | UNG 3     | SPA 1 10  | SPA 2 11  | SPA 3 Rit | ARA 1 2   | ARA 2 Rit | ARA 3 NP  |          |           |          |           |           |           |           |           |           |           |           |          |         |           | 10° | 137   | 2° | 325   |
| 2020 | Honda Civic Type R TCR | Attila Tassi      | BEL 1 3   | BEL 2 20 | GER 1 Rit | GER 2 3  | SVC 1 11  | SVC 2 Rit | SVC 3 NP  | UNG 1 5  | UNG 2 8   | UNG 3 6   | SPA 1 17  | SPA 2 13  | SPA 3 Rit | ARA 1 10  | ARA 2 8   | ARA 3 10  |          |           |          |           |           |           |           |           |           |           |           |          |         |           | 12° | 100   | 6° | 179   |
| 2020 | Honda Civic Type R TCR | Tiago Monteiro    | BEL 1 Rit | BEL 2 19 | GER 1 8   | GER 2 8  | SVC 1 13  | SVC 2 9   | SVC 3 17† | UNG 1 14 | UNG 2 9   | UNG 3 2   | SPA 1 14  | SPA 2 12  | SPA 3 Rit | ARA 1 20† | ARA 2 10  | ARA 3 11  |          |           |          |           |           |           |           |           |           |           |           |          |         |           | 15° | 79    | 6° | 179   |
| 2021 | Honda Civic Type R TCR | Esteban Guerrieri | GER 1 4   | GER 2 12 | POR 1 5   | POR 2 8  | SPA 1 15  | SPA 2 13  | UNG 1 8   | UNG 2 8  | CEC 1 2   | CEC 2 3   | FRA 1 4   | FRA 2 7   | ITA 1 3   | ITA 2 6   | RUS 1 Rit | RUS 2 NP  |          |           |          |           |           |           |           |           |           |           |           |          |         |           | 6°  | 164   | 4° | 295   |
| 2021 | Honda Civic Type R TCR | Néstor Girolami   | GER 1 9   | GER 2 3  | POR 1 Rit | POR 2 13 | SPA 1 18  | SPA 2 12  | UNG 1 9   | UNG 2 5  | CEC 1     | CEC 2 16  | FRA 1 5   | FRA 2 Rit | ITA 1 8   | ITA 2 Rit | RUS 1 11  | RUS 2 7   |          |           |          |           |           |           |           |           |           |           |           |          |         |           | 11° | 131   | 4° | 295   |
| 2021 | Honda Civic Type R TCR | Attila Tassi      | GER 1 12  | GER 2 4  | POR 1 7   | POR 2 1  | SPA 1 17  | SPA 2 15  | UNG 1 13  | UNG 2 10 | CEC 1 Rit | CEC 2 Rit | FRA 1 12  | FRA 2 16  | ITA 1 16  | ITA 2 12  | RUS 1 7   | RUS 2 4   |          |           |          |           |           |           |           |           |           |           |           |          |         |           | 14° | 96    | 9° | 171   |
| 2021 | Honda Civic Type R TCR | Tiago Monteiro    | GER 1     | GER 2 8  | POR 1 4   | POR 2 18 | SPA 1 20  | SPA 2 14  | UNG 1 10  | UNG 2 11 | CEC 1 16  | CEC 2 12  | FRA 1 Rit | FRA 2 12  | ITA 1 17  | ITA 2 15  | RUS 1 NP  | RUS 2 NP  |          |           |          |           |           |           |           |           |           |           |           |          |         |           | 17° | 75    | 9° | 171   |
| 2022 | Honda Civic Type R TCR | Esteban Guerrieri | FRA 1 2   | FRA 2 5  | GER 1 C   | GER 2 C  | UNG 1 9   | UNG 2 10  | SPA 1 11  | SPA 2 11 | POR 1 Rit | POR 2 Rit | ITA 1 7   | ITA 2 10  | ALS 1 10  | ALS 2 10  | BHR 1 8   | BHR 2     | SAU 1 11 | SAU 2 11  |          |           |           |           |           |           |           |           |           |          |         |           | 7°  | 149   | 2° | 403   |
| 2022 | Honda Civic Type R TCR | Néstor Girolami   | FRA 1     | FRA 2 7  | GER 1 C   | GER 2 C  | UNG 1 7   | UNG 2 3   | SPA 1 12  | SPA 2 12 | POR 1 3   | POR 2 9   | ITA 1     | ITA 2 5   | ALS 1 2   | ALS 2 7   | BHR 1 4   | BHR 2 9   | SAU 1 10 | SAU 2 8   |          |           |           |           |           |           |           |           |           |          |         |           | 2°  | 254   | 2° | 403   |

### Campionato del europeo rallycross

#### Classe Super1600
| Anno | Vettura     | Pilota        | 1      | 2      | 3      | 4      | 5      | 6      | 7      | 8      | 9      | 10     | PP  | Punti |
| ---- | ----------- | ------------- | ------ | ------ | ------ | ------ | ------ | ------ | ------ | ------ | ------ | ------ | --- | ----- |
| 2012 | Škoda Fabia | René Münnich  | GBR 8  | FRA 13 | AUT NC | UNG 13 | NOR 13 | SVE 14 | BEL 4  | OLA 15 | FIN 14 | GER 4  | 10° | 53    |
| 2012 | Škoda Fabia | Mandie August | GBR 17 | FRA 28 | AUT 16 | UNG 17 | NOR 19 | SVE 22 | BEL 34 | OLA 23 | FIN 18 | GER 11 | 31° | 7     |
| 2013 | Škoda Fabia | René Münnich  | GBR 7  | POR    | UNG 8  | FIN    | NOR    | SVE 8  | FRA 12 | AUT 9  | GER    |        | 10° | 54    |
| 2013 | Škoda Fabia | Mandie August | GBR 10 | POR    | UNG 18 | FIN    | NOR    | SVE 17 | FRA 30 | AUT 11 | GER    |        | 17° | 18    |
| 2014 | Škoda Fabia | Mandie August | POR    | GBR    | NOR    | FIN    | SVE 20 | BEL    | FRA    | GER 17 | ITA 17 |        | NC  | 0     |

#### Classe Supercar
| Anno | Vettura     | Pilota        | 1      | 2      | 3      | 4      | 5      | 6      | PP  | Punti |
| ---- | ----------- | ------------- | ------ | ------ | ------ | ------ | ------ | ------ | --- | ----- |
| 2014 | Audi S3     | René Münnich  | GBR    | NOR    | BEL    | GER 23 | ITA 16 |        | 36° | 1     |
| 2017 | Citroën DS3 | René Münnich  | SPA 4  | NOR 19 | SVE 3  | FRA 13 | LET 17 |        | 11° | 38    |
| 2017 | Audi S3     | Mandie August | SPA 25 | NOR 22 | SVE 23 | FRA 22 | LET 18 |        | 29° | 0     |
| 2018 | SEAT Ibiza  | René Münnich  | SPA 11 | BEL 9  | SVE 5  | FRA 10 | LET 4  |        | 7°  | 52    |
| 2018 | Audi S3     | Mandie August | SPA    | BEL    | SVE 22 | FRA    | LET    |        | 31° | 0     |
| 2019 | SEAT Ibiza  | René Münnich  | GBR 4  | NOR 9  | SVE 5  | GER 3  | FRA 5  | LET NP | 5°  | 90    |
| 2019 | SEAT Ibiza  | Mandie August | GBR 10 | NOR 14 | SVE 17 | GER 10 | FRA 14 | LET 13 | 12° | 26    |
| 2020 | SEAT Ibiza  | Mandie August | SVE 12 | LET 11 |        |        |        |        | 11° | 14    |
| 2021 | SEAT Ibiza  | René Münnich  | SVE 10 | FRA 1  | LET    | BEL 8  |        |        | 6°  | 53    |
| 2021 | SEAT Ibiza  | Mandie August | SVE 14 | FRA 10 | LET 17 | BEL 10 |        |        | 14° | 20    |
| 2022 | SEAT Ibiza  | Mandie August | UNG 9  | SVE 16 | NOR 16 | LET 11 | POR 12 | BEL 7  | 10° | 25    |
| 2022 | SEAT Ibiza  | René Münnich  | UNG 19 | SVE    | NOR    | LET    | POR    | BEL    | 39° | 0     |
| 2023 | SEAT Ibiza  | René Münnich  | UNG 7  | POR 2  | NOR 7  | SVE 12 | BEL 13 | GER 4  | 6°  | 53    |
| 2023 | SEAT Ibiza  | Mandie August | UNG 16 | POR 14 | NOR 4  | SVE 16 | BEL 16 | GER 17 | 15° | 14    |

### Campionato del mondo rallycross
| Anno | Vettura         | Pilota            | 1        | 2        | 3        | 4        | 5        | 6        | 7        | 8        | 9       | 10       | 11     | 12     | 13     | PP  | Punti | PS | Punti |
| ---- | --------------- | ----------------- | -------- | -------- | -------- | -------- | -------- | -------- | -------- | -------- | ------- | -------- | ------ | ------ | ------ | --- | ----- | -- | ----- |
| 2014 | Audi S3         | René Münnich      | POR      | GBR      | NOR      | FIN      | SWE 35   | BEL      | CAN      | FRA      | GER 32  | ITA 25   | TUR    | ARG    |        | 56° | 0     | —  | —     |
| 2015 | Audi S3         | René Münnich      | POR 20   | HOC 18   | BEL 19   | GBR 26   | GER 12   | SVE 27   | CAN 19   | NOR 21   | FRA 34  | BAR      | TUR 12 | ITA 20 | ARG 18 | 41° | −2    | 8° | 29    |
| 2015 | Audi S3         | Timo Scheider     | POR      | HOC      | BEL      | GBR      | GER      | SVE      | CAN      | NOR      | FRA     | BAR 16   | TUR    | ITA    | ARG    | 34° | 1     | 8° | 29    |
| 2015 | Audi S3         | Alx Danielsson    | POR 21   | HOC 16   | BEL 18   | GBR 29   | GER 16   | SVE 20   | CAN      | NOR 4    | FRA 15  | BAR 17   | TUR 19 | ITA    | ARG    | 21° | 17    | 8° | 29    |
| 2015 | Audi S3         | Tommy Rustad      | POR      | HOC      | BEL      | GBR      | GER      | SVE 12   | CAN 4    | NOR      | FRA     | BAR      | TUR    | ITA    | ARG    | 18° | 24    | 8° | 29    |
| 2015 | Audi S3         | Gianni Morbidelli | POR      | HOC      | BEL      | GBR      | GER      | SVE      | CAN      | NOR      | FRA     | BAR      | TUR    | ITA 19 | ARG 19 | 40° | 0     | 8° | 29    |
| 2016 | SEAT Ibiza      | René Münnich      | POR 19   | HOC 20   | BEL 18   | GBR 18   | NOR 18   | SVE 19   | CAN 14   | FRA 16   | BAR 18  | LET 22   | GER 24 | ARG 14 |        | 26° | -3    | 7° | 67    |
| 2016 | SEAT Ibiza      | Reinis Nitišs     | POR 15   | HOC 13   | BEL 12   | GBR 21   | NOR 12   | SVE 18   | CAN 13   | FRA 5    | BAR 13  | LET 11   | GER    | ARG 10 |        | 16° | 44    | 7° | 67    |
| 2016 | SEAT Ibiza      | Timo Scheider     | POR      | HOC      | BEL      | GBR      | NOR      | SVE      | CAN      | FRA      | BAR 17  | LET 7    | GER    | ARG 4  |        | 18° | 25    | 7° | 67    |
| 2016 | SEAT Ibiza      | Tommy Rustad      | POR      | HOC      | BEL      | GBR      | NOR      | SVE      | CAN      | FRA 13   | BAR     | LET      | GER 25 | ARG    |        | 22° | 4     | 7° | 67    |
| 2017 | Citroën DS3     | René Münnich      | BAR      | POR 18   | HOC 20   | BEL      | GBR 17   | NOR      | SVE      | CAN 18   | FRA     | LET      | GER 19 | SAF 18 |        | 27° | 0     | —  | —     |
| 2018 | SEAT Ibiza      | Timo Scheider     | BAR      | POR      | BEL      | GBR      | NOR      | SVE 17   | CAN      | FRA 25   | LET 13  | USA      | GER    | RSA 10 |        | 18° | 13    | —  | —     |
| 2018 | SEAT Ibiza      | René Münnich      | BAR      | POR      | BEL      | GBR      | NOR 17   | SVE      | CAN      | FRA      | LET     | USA      | GER 16 | RSA 16 |        | 24° | 2     | —  | —     |
| 2019 | SEAT Ibiza      | Timo Scheider     | EAU 6    | CAT 10   | BNL 10   | GBR 4    | NOR 11   | SVE 22   | CAN 11   | FRA 8    | LET 11  | RSA 6    |        |        |        | 9°  | 109   | —  | —     |
| 2020 | SEAT Ibiza      | Timo Scheider     | SVE 1 3  | SVE 2 4  | FIN 1 5  | FIN 2 9  | LET 1 12 | LET 2 10 | CAT 1 9  | CAT 1 9  |         |          |        |        |        | 8°  | 92    | 5° | 219   |
| 2020 | SEAT Ibiza      | René Münnich      | SVE 1 14 | SVE 2 12 | FIN 1 16 | FIN 2 19 | LET 1 13 | LET 2 14 | CAT 1    | CAT 1    |         |          |        |        |        | 14° | 18    | 5° | 219   |
| 2020 | SEAT Ibiza      | Mandie August     | SVE 1    | SVE 2    | FIN 1    | FIN 2    | LET 1    | LET 2    | CAT 1 16 | CAT 1 13 |         |          |        |        |        | 24° | 5     | 5° | 219   |
| 2021 | SEAT Ibiza      | Timo Scheider     | CAT 7    | SVE      | FRA 6    | LET 1 6  | LET 2 7  | BEL 9    | POR      | GER 1    | GER 2   |          |        |        |        | 8°  | 75    | —  | —     |
| 2021 | SEAT Ibiza      | René Münnich      | CAT 5    | SVE      | FRA      | LET 1    | LET 2    | BEL      | POR      | GER 1    | GER 2   |          |        |        |        | 18° | 16    | —  | —     |
| 2021 | SEAT Ibiza      | Mandie August     | CAT 13   | SVE      | FRA      | LET 1    | LET 2    | BEL      | POR      | GER 1    | GER 2   |          |        |        |        | 24° | 4     | —  | —     |
| 2021 | SEAT Ibiza      | Mattias Ekström   | CAT      | SVE      | FRA      | LET 1 7  | LET 2 4  | BEL      | POR      | GER 1    | GER 2   |          |        |        |        | 10° | 37    | —  | —     |
| 2022 | SEAT Ibiza RX1e | René Münnich      | NOR 8    | LET 1 6  | LET 2 8  | POR 1 8  | POR 2 6  | BEL 1 6  | BEL 2 8  | CAT 1 8  | CAT 2 8 | GER      |        |        |        | 8°  | 78    | —  | —     |
| 2022 | SEAT Ibiza RX1e | Anton Marklund    | NOR      | LET 1    | LET 2    | POR 1    | POR 2    | BEL 1    | BEL 2    | CAT 1    | CAT 2   | GER 8    |        |        |        | 9°  | 8     | —  | —     |
| 2023 | SEAT Ibiza RX1e | Timo Scheider     | POR 9    | NOR 3    | SVE 5    | GBR C    | BEL C    | GER C    | RSA 1 3  | RSA 2 1  | HKG 1 3 | HKG 2 8  |        |        |        | 4°  | 89    | —  | —     |
| 2023 | ZEROID X1       | René Münnich      | POR      | NOR      | SVE      | GBR      | BEL      | GER      | RSA 1 8  | RSA 2 8  | HKG 1 8 | HKG 2 10 |        |        |        | 8°  | 30    | —  | —     |